# Rammingen, Bayern
Rammingen är en kommun och ort i Landkreis Unterallgäu i Regierungsbezirk Schwaben i förbundslandet Bayern i Tyskland.
Kommunen ingår i kommunalförbundet Türkheim tillsammans med köpingen Türkheim och kommunerna Amberg och Wiedergeltingen.